# (58419) 1996 BD4
1996 بي دي 4 (ويعرف أيضًا باسم (58419) 1996 بي دي 4 وفق تسمية الكوكب الصغير) (بالإنجليزية: 1996 BD4)‏؛ هو كويكب ضمن حزام الكويكبات.
اكتُشف هذا الجُرم الفلكي بواسطة روبرت إتش ماكنوت في 26 يناير 1996، وترتيبه 58419 من حيث الاكتشاف.

## الوصف
اكتُشف 584191996BD في 26 يناير 1996 في مرصد سايدنغ سبرينغ، الواقع في وارومبونغل، نيوساوث ويلز في أستراليا، بواسطة عالم الفلك البريطاني روبرت إتش ماكنوت. وقد رصد المشروع 1,319 مشاهدة للكويكب إلى غاية 5 فبراير 2022 بتوقيت منطقة المحيط الهادئ، أي في مدة قدرها 9,443 يومًا (25.9 عام). تستغرق الفترة المدارية للكويكب 1,260 يومًا (3.5 عام).

## الخصائص المدارية
يتميز مدار هذا الكويكب بنصف محور رئيسي يبلغ 2.28 وحدة فلكية، وحضيض قدره 1.77 وحدة فلكية، وانحراف قدره 0.222 وزاوية ميلان 21.5 درجة بالنسبة لمسار الشمس. بسبب هذه الخصائص، أي نصف المحور الرئيسي بين 2 و3.2 وحدة فلكية وحضيض أكبر من 1,666 وحدة فلكية، يُصنف هذا الجُرم الفلكي وفقًا لقاعدة بيانات مختبر الدفع النفاث لأجرام النظام الشمسي الصغيرة كائنًا من حزام الكويكبات الرئيسي.

## الخصائص الفيزيائية
يُقدر القدر المطلق (H) لـ584191996BD بـ14.53 ووضاءته بـ0.146، مما يمكِّن تقدير قطره بـ 4.038كم. استُخلصت هذه النتائج بفضل ملاحظات مستكشف الأشعة تحت الحمراء عريض المجال (WISE)، وهو مرصد فضائي أمريكي وُضع في المدار في عام 2009 ويراقب السماء بأكملها بالأشعة تحت الحمراء، في عام 2011، نُشرت النتائج الأولى المتعلقة بالكويكبات من الحزام الرئيسي.

## وصلات خارجية
- (58419) 1996 BD4 في قاعدة بيانات مختبر الدفع النفاث لأجرام النظام الشمسي الصغيرة

- الاكتشاف · مخطط المدار ·  العناصر المدارية · المعلمات المادية

- (58419) 1996 BD4 على موقع ويكي سكاي: DSS2, SDSS, GALEX, IRAS, Hydrogen α, X-Ray, Astrophoto, Sky Map, Articles and images